# László Magyar
László Magyar (13. listopadu 1818 Szombathely – 9. listopadu 1864 Ponto de Cuio) byl maďarský cestovatel a zeměpisec. Vystudoval piaristické gymnázium v Budapešti a roku 1842 vstoupil do rakousko-uherského námořnictva. Odplul do Ameriky, kde se roku 1845 zapojil do argentinské občanské války, navštívil Jávu a Madagaskar a roku 1848 přistál v ústí řeky Kongo, kde se začal věnovat obchodování s domorodci. Vypravil se do Angoly, kde se oženil s dcerou vládce státu Bié, který mu poskytl vojáky a nosiče na výzkumné výpravy do vnitrozemí. Podnikl celkem šest cest, na kterých jako první Evropan prozkoumal oblast, v níž pramení Kasai a Zambezi, po řece Okavango se dostal na okraj pouště Kalahari. Jako jeden z mála cestovatelů té doby se neomezil na objevování nových zemí, ale snažil se důkladně poznat místní etnické, kulturní a hospodářské poměry (domorodci mu kvůli jeho zvídavosti říkali „Pan Co je to?“). Roku 1859 vydal německy psanou cestopisnou knihu Reisen in Südafrica, 1849-57. Poté, co v Bié došlo ke státními převratu, při němž byl jeho tchán zavražděn, Magyar odešel na angolské pobřeží, kde krátce nato zemřel a po jeho smrti se většina jeho zápisků ztratila.